# 圖斯尼納
35°05′N 1°14′E / 35.083°N 1.233°E
圖斯尼納（阿拉伯语：‎），是阿爾及利亞的城鎮，位於該國北部提亞雷特省，由蘇格爾區負責管轄，面積297平方公里，海拔高度1,116米，2008年人口12,421，人口密度每平方公里42人。